# Sanjida Akhter
Sanjida Akhter (bengalisch সানজিদা আক্তার Sānjidā Āktār; * 20. März 2001 in Maimansingh) ist eine bangladeschische Fußballspielerin. Seit 2016 ist die offensive Mittelfeldspielerin auch A-Nationalspielerin.

## Karriere

### Vereine
Akhter begann in ihrer Heimat als Schülerin mit dem Fußballspielen. Ihre erste Profistation hatte sie bei der Frauenabteilung der Bashundhara Kings. 2024 wechselte sie nach Indien und schloss sich als erste Frau aus Bangladesch dem East Bengal FC an. Am 30. Januar 2024 gab sie gegen den Odisha FC ihr Debüt in der ersten indischen Fußballliga.

### Nationalmannschaft
Akhter spielte für einige bangladeschische U-Nationalmannschaften. Mit der U-17-Nationalmannschaft nahm sie 2017 an der Asienmeisterschaft teil, scheiterte aber in der Gruppenphase. 2016 debütierte sie im Alter von 15 Jahren für die bangladeschische A-Nationalmannschaft. Mit dieser gewann sie 2022 die Meisterschaft der South Asian Football Federation in Nepal. Am 4. Dezember 2023 erzielte sie beim 8:0-Sieg gegen Singapur ihren ersten und bisher einzigen Länderspieltreffer.